# Керепеш
Керепеш (мађ. Kerepes) је насеље у централној Мађарској. Керепеш је веће насеље у оквиру пештанске жупаније.

## Географија

### Локација
Керепеш се налази  поред аутопута 3, на пола пута између Будимпеште и Геделеа, 20 km од трга Кларк Адам у главном граду. Највећи део насеља са сопственим именом је Силашлигет. Град пресецају и пруга Геделе ХЕВ и долина речице Силаш, који настаје у брдима изнад железничке пруге. Окружен је шумама брда Геделе, а међу околним брдима је Болнока брдо, високо 328 метара.

### Историја
На данашњој локацији насеља су откривена многа археолошка налазишта, њихови артефакти датирају из неолита. Северно од насеља пружа се део јарка Черш.
Прво документовано помињање насеља било је 1148. године, као „Керепеши-рев“ (кереп: стара мађарска реч, значи брод, чамац).
Према неким истраживањима и позивајући се на документ из 1655. и 1687. године, насеље се већ у римско доба помиње као Сцерепеа. На основу овога, Керепеш је могао бити већ постојеће насеље у време доласка Мађара на ове просторе. Према неким новијим истраживањима и студијама локалне историје Керепеша Фридриха Шпрингера, позивајући се на извор из 1655. и извор из 1687. године, у спису се на латинском помињу Керепеш, Сирок и Сарваш. „.... Жетве су послате у град, окружен Туреацима (Калоташег??) да ометају подухват, он заузима Шарваш, а недуго затим напада исто место, пошто су на његовој страни била двојица, трећи се предао. Сефе, вођа Серавиус из његових руку. Он запаљује све своје туре, спремајући се да спречи њихов покушај, одсеца храну из најближих упоришта града, Шерепе, Сиропа и Саруа Сечо (Керепеш, Сирок, Сарваш). Најзад, када је Лотаринг подигао своју војску изнад Трањ Шелуаније, више је послао легију на Агрију, (Егер) Сестерус*, да убрза њену предају. Тако, када је пало оно најинтимније и ометајуће, што је Солејман сматрајући далеко бољим од користи од владања Будимском провинцијом, послао је тамо десет коњаника у помоћ.
Дакле, по овим подацима, први помен Керепеша налази се у поменутој књизи која описује догађаје још из времена боравка Хуна на овим просторима. Ово је такође сензационално јер за име места се сазнало пре доласка Мађара на ове просторе.
Године 1867. Керепеш је постао власништво мађарске краљевске круне. Године 1882. изграђена је линија ХЕВ између железничке станице Келети и Керепеша. Године 1911. линија ХЕВ је електрификована и линија је продужена. Нови терминал је постао Геделе. Од 1970. године, терминал ХЕВ-а у Пешти постао је „Ерш везер тере”.
Дана 31. децембра 1978. Киштарча и Керепешт су уједињене под именом Керепештарча. Од 11. децембра 1994. Керепеш и Киштарча поново постају самостална насеља. У годинама након преласка миленијума, Керепеш је узалуд дуго покушавао да добије градску титулу и коначно је проглашен за град 15. јула 2013. године.

## Становништво
Током пописа из 2011. године, 83,4% становника се изјаснило као Мађари, 1,8% као Роми, 3% као Немци, 0,6% као Румуни и 1,1% као Словаци (15,8% се није изјаснило). 
Верска дистрибуција је била следећа: римокатолици 34,1%, реформисани 8,5%, лутерани 1,5%, гркокатолици 1,1%, неденоминациони 18,7% (33,4% се није изјаснило).